# Historie velkých objevů
Historie velkých objevů (Histoire générale des grands voyages et des grands voyageurs) je šestisvazkový geografický a historický spis francouzského spisovatele Julesa Verna, zabývající se dějinami zeměpisných objevů. Po Podivuhodných cestách to byl druhý dlouhodobý kontrakt mezi Vernem a jeho nakladatelem Hetzelem uzavřený roku 1864.

## Vznik díla
Práci na projektu zahájil Jules Verne nejprve sám a výsledkem jeho úsilí byla jednosvazková kniha Découverte de la Terre (Objevování Země), která vyšla roku 1870 a popisovala nejstarší objevné cesty počínaje Hannonem (toho kolem roku 505 př. n. l. vyslalo Kartágo kolonizovat části území na západním břehu Afriky) a konče cestami Kryštofa Kolumba do Ameriky v letech 1492 (datum objevení Ameriky) až 1504.
Po vydání této knihy požádal Verne o pomoc Gabriela Marcela (1843 – 1909), knihovníka ve Francouzské Národní knihovně (Bibliotheque Nationale) v Paříži. Důvodem žádosti bylo především to, že Verne uměl mluvit a číst pouze francouzsky, zatímco velké množství informací, které potřeboval ve své práci použít, bylo dostupné pouze v cizích jazycích, které Marcel velmi dobře ovládal. Výsledkem spolupráce těchto dvou mužů bylo v letech 1878 až 1880 vydání třídílného spisu Histoire générale des grands voyages et des grands voyageurs (Historie velkých objevů) v šesti svazcích (každý díl měl dvě části) s ilustracemi Léona Benetta a Paula-Dominiqua Philippoteauxe. Jednotlivé díly měly tyto názvy:
- Découverte de la Terre (1878, Objevování Země),
- Navigateurs du XVIIIe siecle (1879, Námořní kapitáni 18. století),
- Les voyageurs du XIXe siecle (1880, Objevitelé 19. století).

## Česká vydání
Dlouho si mohli čeští čtenáři přečíst z tohoto rozsáhlého Vernova spisu pouze ukázky, z nichž nejucelenější bylo vydání kapitoly Kryštof Columbus v pražském nakladatelství Jan Otto roku 1905 v překladu V. J. Procházky (znovu ještě roku 1927 a 1929 a také roku 1992 v nakladatelství Amlyn).
Celé dílo vyšlo teprve v letech 1996 až 2003 v brněnském nakladatelství Návrat s původními ilustracemi rozdělené do šesti dílů, z nichž každý odpovídá příslušné části francouzského vydání:
- Objevování Země (1996),(2022), překlad Zuzana Dlabalová,
- Slavní dobyvatelé (1996),(2023), překlad Zuzana Dlabalová,
- Námořní kapitáni XVIII. století (2001), překlad Libuše Sedláčková a Ladislav Mach,
- Nové cesty (2003), překlad Libuše Sedláčková,
- Triumf XIX. století (2000), překlad Ladislav Mach,
- Další výpravy za poznáním (2000), překlad Ladislav Mach.

## Obsah jednotlivých dílů
Názvy jednotlivých dílů spisu jsou uváděny podle českého vydání v brněnském nakladatelství Návrat z let 1996 až 2003.

### Objevování Země
Svazek je nejprve věnován nejstarším starověkým cestovatelům (již jmenovanému Hannonovi z Kartága, cestám řeckých historiků Hérodota a Strabóna nebo výbojům římského vojevůdce Caesara do Británie a Galie) a pak cestovatelům prvních deseti století našeho letopočtu (například řeckému spisovateli Pausaniovi nebo čínskému mnichovi Fa-Hianovi a dalším). Dále se ve svazku popisuje rozmach cestovatelského hnutí v 10. až 13. století, zejména na severu v Evropy, kdy se Skandinávci dostali až na Island a do Grónska. Poté Verne věnoval samostatné kapitoly čtyřem nejvýznamnějším středověkým cestovatelům, kterými podle jeho mínění byli:
- Ital Marco Polo, který podnikl v letech 1271 až 1294 cestu do Číny,
- arabský cestovatel Ibn Battúta, který v letech 1313 až 1330 prošel celý islámský svět,
- Jean de Béthencourt, baron de Saint-Martin-le Gaillar z Normandie, který obdržel od krále Jindřicha III. Kastilského jako léno Kanárské ostrovy obsazené piráty a který je na své výpravě roku 1402 úspěšně dobyl.
- italský mořeplavec Kryštof Kolumbus, objevitel Ameriky.

Poslední kapitola svazku pak popisuje objevení námořní cesty do Indie, kterou inicioval portugalský mořeplavec Bartolomeo Dias (v letech 1487-1488 obeplul mys Dobré naděje na jižním cípu Afriky) a kterou definitivně objevil jeho krajan Vasco da Gama o deset let později.

### Slavní dobyvatelé
První kapitola je věnována dobývání (conquistě) Ameriky a osobnostem jako byli italský mořeplavec Amerigo Vespucci, po kterém byl roku 1538 pojmenován celý americký kontinent, a španělští conquistadoři Vasco Núñez de Balboa (roku 1513 jako první Evropan spatřil po přechodu Panamské šíje Tichý oceán), Hernando Cortés (roku 1521 dobyl říši Aztéků) a Francisco Pizarro (roku 1536 dobyl říši Inků). Následuje popis první cesty kolem světa, kterou v letech 1519 až 1522 vykonal portugalský mořeplavec Fernao de Magalhaes, popis prvních polárních výprav a snahy Nizozemce Willema Barentse najít cestu do Severního ledového oceánu kolem Nové země. Další části svazku jsou věnovány iniciátorům anglických pirátských akcí proti Španělsku v 16. století ( sir Francis Drake a sir Walter Raleigh), době pirátství v 17. století (William Dampier), misionářským cestám do Afriky, Indie, Indočíny a Japonska a nizozemskou expanzi do Indonésie (Abel Tasman, první Evropan, který obeplul Austrálii).

### Námořní kapitáni XVIII. století
Úvod svazku je věnován rozvoji kartografie a astronomie v 18. století, je v něm popsáno dobrodružství skotského námořníka Alexandra Selkirka, podle kterého napsal Daniel Defoe svou knihu Robinson Crusoe, a charakterizovány britské výzkumné plavby v první polovině 18. století. Zbytek svazku je věnován třem cestám slavného britského mořeplavce Jamese Cooka v letech 1768 až 1779.

### Nové cesty
První polovina svazku se zabývá francouzskými mořeplavci 18. století, především pak zmizelou výpravou kapitána Lapérouseho z roku 1785 do Tichomoří, druhá polovina je věnována jednak dánskému mořeplavci v ruských službách Vitus Jonassenu Beringovi, který v roce 1728 proplul průlivem mezi Asií a Severní Amerikou a zjistil, že spolu nesouvisejí, jednak badatelským cestám do Afriky, Asie a Jižní Ameriky (například expedici německého přírodovědce Humboldta).

### Triumf XIX. století
Svazek se zabývá kolonizací Afriky, Indie, Indočíny a Indonésie, vědeckými výzkumy v Orientu, Střední a Jižní Americe a průzkumnou výpravou německého přírodovědce Humboldta na Sibiř a do oblasti Kaspického moře.

### Další výpravy za poznáním
První kapitola svazku je věnována rozvoji mořeplavectví v především v Rusku a výpravě Ivana Fjodoroviče Kruzensterna, který v letech 1802 až 1806 podnikl cestu kolem světa. Další část je věnována francouzským mořeplavcům 19. století a objevení místa ztroskotání Lapérousovy výpravy na ostrově Vanikoro kapitánem Dumontem d'Urvillem roku 1828. Závěr svazku je věnován polárním výpravám do Antarktidy i do oblasti Severního pólu.